# Succinilacerta succinea
La succinilacerta (Succinilacerta succinea) è un rettile estinto, appartenente agli Squamati. Visse nell'Eocene medio (circa 45 milioni di anni fa) e i suoi resti fossili sono stati ritrovati nelle ambre del Baltico.

## Descrizione
Questo animale era molto simile a una lucertola attuale, e la lunghezza non superava i 7 centimetri (coda esclusa). È noto per alcuni esemplari eccezionali conservatisi all'interno dell'ambra, che ne mettono in evidenza la struttura delle squame. La testa era robusta, ed erano presenti scaglie parietali non suddivise e circondate da tre scaglie sopratemporali. La regione temporale era coperta da piccole squame, mentre squame ancora più piccole erano strette tra il frontoparietale e il terzo sopraoculare. Anche le scaglie del dorso erano minuscole, non carenate o leggermente carenate. Erano presenti sei file di squame sul ventre, che si sovrapponevano leggermente, di forma quasi rettangolare.

## Classificazione
Succinilacerta venne descritta per la prima volta nel 1917 da Boulenger, che ne attribuì i resti al genere attuale Nucras, anche se come una specie a sé stante (Nucras succinea). Una ridescrizione del fossile, avvenuta nel 1998, ha permesso di notare numerose differenze rispetto agli altri rappresentanti del genere Nucras, ed è stato necessario quindi erigere un nuovo genere per la lucertola nell'ambra, Succinilacerta. Ulteriori studi compiuti l'anno seguente su un nuovo esemplare hanno messo in luce alcune caratteristiche che uniscono Succinilacerta alle attuali lucertole (famiglia Lacertidae), principalmente riguardanti la struttura delle squame parietali e la presenza dell'occipitale. Succinilacerta sembrerebbe essere un membro derivato della famiglia, e la sua età antica (Eocene medio) risulta in conflitto con alcune analisi molecolari che indicherebbero un'origine dei lacertidi di tipo moderno intorno all'Oligocene inferiore, almeno 10 milioni di anni dopo. Lo studio del 1999 ha inoltre preso in esame un altro membro arcaico dei lacertidi, Plesiolacerta, anch'esso eocenico, che risulterebbe il membro più primitivo dei lacertidi.